# OperServ
OperServ, in molte reti IRC è quel servizio che conferisce a coloro che sono parte integrante della lista degli "operatori o amministratori dei servizi" un insieme di falcoltà esercitabili su altri utenti. Come già detto, quindi, OperServ non è utilizzabile da tutti gli utenti di una rete IRC, bensì dai soli utenti dotati di o:line che sono stati inseriti nella apposita lista da un amministratore root o non dei servizi di quella determinata IRC network. Per gli IRC ops e admins che utilizzano OperServ abusandone, sono previste punizioni più o meno pesanti variando tra le varie reti: Si può trovare, infatti, chi utilizza il sistema di sospensione a tempo indeterminato dell'attività da operatore irc e chi, invece, elimina totalmente colui che abusa dalla lista degli operatori dei servizi e cancella la o:line che gli appartiene dal server in cui si trovava. Tutto però rientra nel campo di sospensione (con intervalli di tempo più o meno lunghi, fino anche alla sospensione definitiva) della carica ad operatore/amministratore della rete.

## Comandi maggiormente utilizzati
Vengono elencati di seguito alcuni tra i comandi più importanti offerti da OperServ. Nota: le sintassi sono uguali a quelle degli altri servizi, la sintassi base da digitare è: /msg OperServ COMANDO. I comandi principali sono:
HELP - Comando generale per ottenere aiuto sulle sintassi dei vari comandi;
GLOBAL - Invia un messaggio globale leggibile da tutti gli utenti presenti sulla rete IRC;
STATS - Comando che fornisce a chi lo digita informazioni riguardanti: Gli utenti correnti presenti sulla rete, il picco massimo di utenti presenti e ci dà inoltre informazioni riguardanti la data dalla quale i services sono up;
STAFF - Comando che richiama la lista generale degli operatori e amministratori (root e non) dei servizi. Per richiamare le singole liste: OPER LIST e ADMIN LIST.
KICK - Comando utilizzato per kickare (buttare fuori) un utente da un determinato canale senza la necessità di essere un operatore del canale stesso;
MODE - Comando utilizzato per modificare i modi di un canale o di un utente;
CLEARMODES - Comando utilizzato per resettare i modi di un canale;
KILLCLONES - Comando utilizzato per disconnettere (killare) gli utenti con un certo host;
AKILL - Comando utilizzato per gestire la lista akill;
SGLINE - Comando utilizzato per gestire la lista sgline;
SQLINE - Comando utilizzato per gestire la lista sqline;
SZLINE - Comando utilizzato per gestire la lista szline.
Se si desidera ottenere un aiuto più approfondito su ogni singolo comando la sintassi è la seguente: /msg OperServ HELP COMANDO.